# Elvin Jones
Elvin Ray Jones (9. září 1927 – 18. května 2004) byl americký jazzový bubeník. O bicí se začal zajímat už v raném dětství, už tehdy ho přitahovaly cirkusové kapely. Mezi lety 1946–1949 sloužil v americké armádě, poté už hrál v jazzových kapelách. V roce 1955 se přestěhoval do New Yorku, kde už si zahrál s takovými jazzovými ikonami jako byli Charles Mingus, Teddy Charles, Bud Powell a Miles Davis.
Mezi lety 1960–1966 byl členem legendárního John Coltrane Quartetu, hraje například na věhlasné desce A Love Supreme. Během svého účinkování v tomto kvartetu vedl Elvin i své vlastní jazzové ansámbly — například The Elvin Jones Jazz Machine. Dva z jeho bratrů — Thad Jones a Hank Jones byli rovněž jazzoví hudebníci. Elvin si s nimi zahrál na několika deskách.

## Životopis

### První hudební krůčky
Elvin Jones se narodil v Pontiacu ve státě Michigan. „První vzpomínky na dobu, kdy mi byly tak dva roky, jsou sny o tom, jak se naučím hrát na bicí”, říká Elvin v rozhovoru na allaboutjazz.com. Jako malého chlapce ho fascinoval pohled na bubeníky v cirkusových kapelách. Mnohdy urazil několik mil, jen aby je mohl vidět a slyšet. Na střední škole už hrál v černošské pochodové kapele, ve které si osvojil základy hry na pochodový buben.
Po střední škole, v roce 1946, narukoval do armády. Domů se vrátil v roce 1949, úplně bez peněz. Od své sestry si půjčil 35 dolarů, aby si mohl koupit své první bicí. Svou profesionální kariéru začal v roce 1949 v Detroitu, kde měl tehdy jazz slušné zázemí, hráli tu muzikanti jako Barry Harris, Paul Chambers, Kenny Burrell, Milt Jackson, Tommy Flanagan a další. Jeho bratr Thad hrál v té době s orchestrem Bennyho Goodmana. Když se mu o Elvinovi zmínil, pozval ho Goodman na konkurz, který ale pro Elvina nedopadl nejlépe. Dostal se tak ale do New Yorku. Netrvalo dlouho a už hrál s Charlesem Mingusem, zahrál si tak i na desce J is for Jazz.

### Léta s Johnem Coltranem
V roce 1960 se stal členem klasického kvartetu Johna Coltrana. V té době byli členy tohoto kvartetu i kontrabasista Jimmy Garrison a pianista McCoy Tyner. Elvin i Trane hráli velmi často dlouhá sóla. Elvin o této Traneově zálibě jednou prohlásil: „Nikdy mi nevadilo, že John hraje dlouhá sóla. Dělali to tak v té době skoro všichni a John na to rozhodně měl. Navíc, já jsem většinou hrál s ním.” Tento kvartet — někdy také označovaný jako klasický Coltranův kvartet — znamenal pro vývoj jazzu takový přerod, svým vlivem stejně intenzivní jako ve své době hudba Louise Armstronga či Charlieho Parkera. Elvin zůstal s Coltranem až do roku 1966, kdy se jejich vzájemné cesty rozešly. Ač Elvin byl sám zastánce polyrytmů, nesmířil se už ale s novými hudebními cestami, po kterých se tehdy Coltrane rozhodl jít. Coltrana to táhlo k jazzové avantgardě, kdežto Elvin zůstával stále věrný hard bopu.
Elvin hrál dále i po odchodu z Coltranova kvartetu, na konci šedesátých a počátkem sedmdesátých let vedl své vlastní ansámbly. Za zmínku stojí například trio se saxofonistou a multiinstrumentalistou Joem Farrellem a kontrabasistou Jimmy Garrisonem (z Coltranova kvarteta). Spolu nahrály pro Blue Note desku Putinn’ it Together. Elvin si jako sidemana mohl vybrat prakticky kohokoli, v sedmdesátých letech nahrával například s trumpetistou Lee Morganem či původem českým klávesistou Janem Hammerem a nebo se skupinou Oregon, která stála na pomezí jazzu a world music.

### Pozdější kariéra
Elvin byl velmi vlivným bubeníkem, sám svoji hru popisuje jednoduše: „Stejně jako malíř předem vidí barvy a tvary na plátně, tak i já, když hraju, dokážu vidět různé barvy. Činely představují jednu barvu, bubínek druhou a přechody další. Míchám je, a tak získám dojem neustálého pohybu.”
Elvinův smysl pro timing, polyrytmy a jazzovou dynamiku posunul bicí do popředí. Jeho nenucená hra ovlivnila i mnoho rockových bubeníků. Patřili mezi ně Mitch Mitchell (kterému Jimi Hendrix říkal „můj Elvin Jones”) nebo Ginger Baker.
Elvin si také zahrál padoucha Job Caina v neobvyklém westernu Zachariah. Po vítězné přestřelce si v jednom baru zabubnuje sólo na bicí.
Elvin zemřel na zástavu srdce v roce 2004 ve svých 76 letech. Tohoto úctyhodného věku se dožil i přesto, že v padesátých a šedesátých letech holdoval heroinu, za jehož držení se také dvakrát dostal do vězení.

## Diskografie (jako spoluhráč)
| Year    | Album                                   | Leader                | Label              |
| ------- | --------------------------------------- | --------------------- | ------------------ |
| 1948    | Swing…Not Spring!                       | Billy Mitchell        | Savoy Records      |
| 1955    | Blue Moods                              | Miles Davis           | Prestige Records   |
| 1956    | Farmer's Market                         | Art Farmer            | New Jazz           |
| 1956-57 | The Jones Boys                          | Quincy Jones          | Everest Recordings |
| 1957    | Paul Chambers Quintet                   | Paul Chambers         | Blue Note          |
| 1957    | Night at the Village Vanguard           | Sonny Rollins         | Blue Note          |
| 1957    | Blue Moods                              | Kenny Burrell         | Prestige (7088)    |
| 1958    | Reflections                             | Steve Lacy            | New Jazz (8206)    |
| 1959    | All the Gin Is Gone                     | Jimmy Forrest         | Delmark            |
| 1959    | Black Forrest                           | Jimmy Forrest         | Delmark            |
| 1959    | Great Jazz Standards                    | Gil Evans             | World Pacific      |
| 1959    | Sketches of Spain                       | Miles Davis           | Columbia           |
| 1960    | Coltrane Plays the Blues                | John Coltrane         | Atlantic           |
| 1960    | Coltrane's Sound                        | John Coltrane         | Atlantic           |
| 1960    | My Favorite Things                      | John Coltrane         | Atlantic           |
| 1961    | Coltrane Jazz (pouze jedna skladba)     | John Coltrane         | Atlantic           |
| 1961    | Africa/Brass                            | John Coltrane         | Impulse!           |
| 1961    | Live! at the Village Vanguard           | John Coltrane         | Impulse!           |
| 1961    | Into Something                          | Yusef Lateef          | New Jazz           |
| 1961    | Motion                                  | Lee Konitz            | Verve              |
| 1962    | Ready for Freddie                       | Freddie Hubbard       | Blue Note          |
| 1962    | Ballads                                 | John Coltrane         | Impulse!           |
| 1962    | Coltrane                                | John Coltrane         | Impulse!           |
| 1962    | Inception                               | McCoy Tyner           | Impulse!           |
| 1963    | Today and Tomorrow                      | McCoy Tyner           | Impulse!           |
| 1963    | Impressions                             | John Coltrane         | Impulse!           |
| 1963    | John Coltrane and Johnny Hartman        | John Coltrane         | Impulse!           |
| 1963    | Live at Birdland                        | John Coltrane         | Impulse!           |
| 1964    | Crescent                                | John Coltrane         | Impulse!           |
| 1964    | A Love Supreme                          | John Coltrane         | Impulse!           |
| 1964    | Judgment!                               | Andrew Hill           | Blue Note          |
| 1964    | Stan Getz & Bill Evans                  | Stan Getz, Bill Evans | Verve              |
| 1964    | Bob Brookmeyer and Friends              | Bob Brookmeyer        | Verve              |
| 1964    | Night Dreamer                           | Wayne Shorter         | Blue Note          |
| 1964    | JuJu                                    | Wayne Shorter         | Blue Note          |
| 1964    | Speak No Evil                           | Wayne Shorter         | Blue Note          |
| 1964    | McCoy Tyner Plays Ellington             | McCoy Tyner           | Impulse!           |
| 1964    | Matador                                 | Grant Green           | Blue Note          |
| 1964    | Street of Dreams                        | Grant Green           | Blue Note          |
| 1964    | Solid                                   | Grant Green           | Blue Note          |
| 1964    | Talkin' About!                          | Grant Green           | Blue Note          |
| 1964    | In 'N Out                               | Joe Henderson         | Blue Note          |
| 1964    | Inner Urge                              | Joe Henderson         | Blue Note          |
| 1964    | Into Somethin'                          | Larry Young           | Blue Note          |
| 1964    | The Individualism of Gil Evans          | Gil Evans             | Verve              |
| 1965    | Unity                                   | Larry Young           | Blue Note          |
| 1965    | Rip, Rig and Panic                      | Roland Kirk           | Limelight          |
| 1965    | I Want to Hold Your Hand                | Grant Green           | Blue Note          |
| 1965    | The John Coltrane Quartet Plays         | John Coltrane         | Impulse!           |
| 1965    | Om                                      | John Coltrane         | Impulse!           |
| 1965    | New Thing at Newport                    | John Coltrane         | Impulse!           |
| 1965    | Gleanings                               | John Coltrane         | Impulse!           |
| 1965    | Transition                              | John Coltrane         | Impulse!           |
| 1965    | First Meditations                       | John Coltrane         | Impulse!           |
| 1965    | Living Space                            | John Coltrane         | Impulse!           |
| 1965    | Sun Ship                                | John Coltrane         | Impulse!           |
| 1965    | Meditations                             | John Coltrane         | Impulse!           |
| 1965    | Kulu Sé Mama                            | John Coltrane         | Impulse!           |
| 1965    | Live at the Half Note: One Down, One Up | John Coltrane         | Impulse!           |
| 1966    | Live in Seattle                         | John Coltrane         | Impulse!           |
| 1966    | East Broadway Run Down                  | Sonny Rollins         | Impulse!           |
| 1966    | Blue Spirits                            | Freddie Hubbard       | Blue Note          |
| 1967    | The Lee Konitz Duets                    | Lee Konitz            | Milestone          |
| 1967    | The Real McCoy                          | McCoy Tyner           | Blue Note          |
| 1968    | Love Call                               | Ornette Coleman       | Blue Note          |
| 1970    | Extensions                              | McCoy Tyner           | Blue Note          |
| 1971    | Outback                                 | Joe Farrell           | CTI                |
| 1975    | Trident                                 | McCoy Tyner           | Milestone          |
| 1976    | Together                                | Oregon                | Vanguard           |
| 1977    | Something for Lester                    | Ray Brown             | OJC                |
| 1987    | But Beautiful                           | Lew Soloff            | King Records       |
| 1990    | Special Quartet                         | David Murray          | DIW/Columbia       |
| 1991    | Ask the Ages                            | Sonny Sharrock        | Axiom Records      |
| 1995    | After the Rain                          | John McLaughlin       | Verve              |
| 1999    | Jones for Elvin - Volumes 1 and 2       | Steve Griggs          | Hip City Music     |
| 2001    | With Dave Holland and Elvin Jones       | Bill Frisell          | Nonesuch           |